# Hampsonella acatharta
Hampsonella acatharta är en fjärilsart som beskrevs av George Francis Hampson 1897. Hampsonella acatharta ingår i släktet Hampsonella och familjen snigelspinnare. Inga underarter finns listade i Catalogue of Life.